# Parvilux
A Parvilux a sugarasúszójú halak (Actinopterygii) osztályának Myctophiformes rendjébe, ezen belül a gyöngyöshalfélék (Myctophidae) családjába tartozó nem.

## Rendszerezés
A nembe az alábbi 2 faj tartozik:
- Parvilux boschmai Hubbs & Wisner, 1964
- Parvilux ingens Hubbs & Wisner, 1964